# Estadio La Portada
El Estadio La Portada se ubica en la ciudad de La Serena, Chile. Fue abierto el 26 de agosto de 1952, durante el Plan Serena (proyecto dirigido por el presidente Gabriel González Videla) en reemplazo de la antigua cancha de La Vega, ubicado donde actualmente se encuentra el ex espejo de agua y el parque Pedro de Valdivia.
El nombre La Portada tiene relación con la antigua y gran portada de piedra que daba acceso a la ciudad en épocas coloniales, la cual se encontraba en la intersección de las actuales avenidas Balmaceda y Amunátegui. Este acceso formaba parte de las fortificaciones, muros y piezas de artillería del siglo XVIII que protegían a La Serena en todo el eje de la actual avenida Amunátegui.
Se utiliza sobre todo para partidos de fútbol, y en él se disputan los partidos que Club de Deportes La Serena juega como local en la Primera División chilena. Se encuentra ubicado en las cercanías del centro de La Serena, rodeando dos de las principales calles de la ciudad Avenida Amunátegui y Balmaceda.
Tiene una capacidad de 18.500 espectadores, es un recinto con canchas de pasto, un coliseo y dependencias deportivas anexas. Este recinto ha albergado a variados eventos, como el Festival de La Serena, y numerosos encuentros deportivos. El presidente Gabriel González Videla solía dirigirse a sus conciudadanos en este estadio. En marzo de 2013 se iniciaron las obras para la construcción del nuevo estadio, el cual fue entregado para uso público a finales del mismo año e inaugurado oficialmente a inicios de 2014 con estándares FIFA y con un aforo para 18.500 personas. El estadio se reinauguró el 13 de mayo de 2015 en un partido amistoso entre Deportes La Serena y San Martín SJ, ya que ese mismo año fue una de las sedes de la Copa América organizada en el país.

## Historia
El estadio fue abierto el 26 de agosto de 1952. En los primeros años la superficie de la cancha era de tierra. Esto cambió cuando Club de Deportes La Serena entró al profesionalismo en el año 1955, precisamente fue empastada el 29 de noviembre de ese año. Desde su inauguración, el equipo de la selección de La Serena jugó en dicho coliseo deportivo. Obteniendo sendos logros, como el ser 3 veces campeón a nivel nacional del fútbol amateur chileno. De esta manera llamó la atención de todo el país por su excelencia innata de los jugadores serenenses para jugar al fútbol. No tardando en recibir una invitación del ente profesional del balompíe nacional para que La Serena aportara con su fútbol de gran nivel por todo Chile.
En sus comienzos no poseía el codo norte. Es por este motivo, que en los primeros años se improvisó una galería "tipo mecano" sobre la pista atlética para así aumentar la capacidad del recinto deportivo y poder albergar en reiteradas ocasiones sobre las 17 000 personas controladas.

### Remodelación

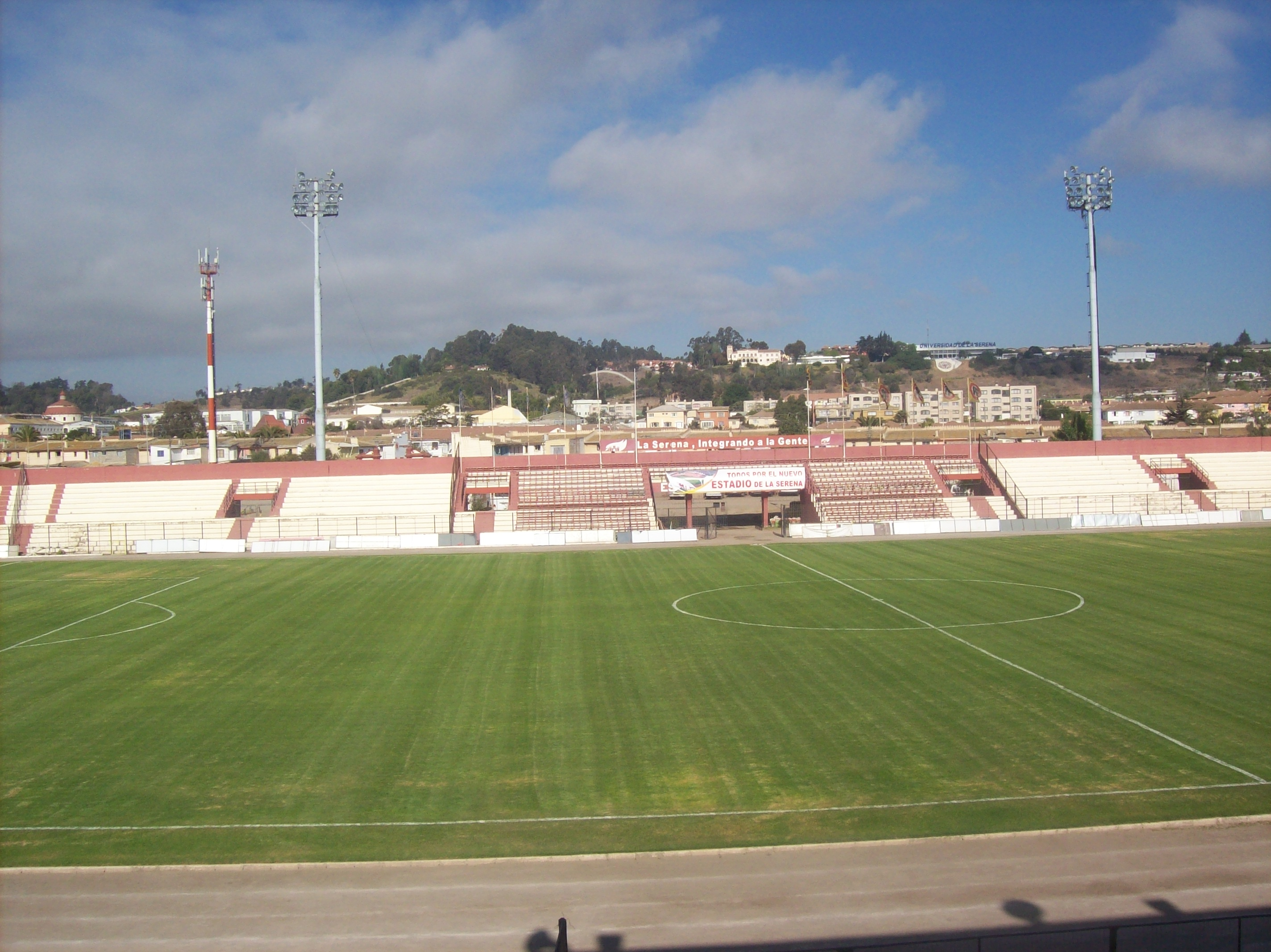
Vista del antiguo Estadio.

El proyecto de remodelación nació por el alto nivel de deterioro estructural en el que se encuentra el estadio, debido a su antigüedad y a los varios sismos que ha sorteado en su historia, los primeros antecedentes que se conocieron en 2009, donde el alcalde Raúl Saldívar comentó que dentro del presupuesto para el año 2010 se encontraban incluidos los arreglos del estadio. Sin embargo, en 2010 el proyecto fue retrasado y no se llevó a cabo, a causa del terremoto de febrero de ese año, que obligó a reducir los fondos destinados a estos avances.
En septiembre de 2010, nuevamente reaparece entre las autoridades la intención de remodelar el complejo deportivo; esta vez, el presidente de la ANFP Harold Mayne-Nicholls confirmó que el estadio sería reacondicionado para ser una posible sede de la Copa América 2015 que se realizaría en el país. A pesar de esto nuevamente la remodelación quedó sin efecto y no fue sino hasta enero de 2012 cuando el presidente Sebastián Piñera, en visita a La Serena, confirmó el ingreso del recinto al Programa Chilestadios, aprobándose los montos por una suma de 9000 millones de pesos para la modernización de la estructura; en esta etapa se confirmaba un aforo para 12 000 espectadores y con estándares FIFA, para poder albergar el Campeonato Mundial Sub-17 y la Copa América, ambos realizados en 2015.
El 1 de julio de 2012, se presentó el diseño final para el estadio, el cual contaría con una inversión total de $15 700 millones, de los cuales 13 000 irían a la construcción del estadio y los restantes 2700 serían destinados a la postulación del Parque Deportivo Vega Sur, ubicado en la Parcela 41; en conjunto al estadio se realizarían otros proyectos de índole deportiva, tales como el Coliseo Deportivo de Las Compañías, la cancha sintética del Parque Deportivo Juan Soldado y el nuevo Parque Deportivo Los Llanos.
El 18 de julio, se aprobó por medio del Consejo Regional los $6792 millones extras para entregar una capacidad de espectadores final de 18 500 personas, esta cifra corresponde al 60% de la inversión total. Durante la segunda semana de octubre de 2012, se informó que solo una empresa se mostró interesada en la ejecución del proyecto (la misma responsable de la construcción del Estadio Francisco Sánchez Rumoroso), y el presupuesto que presentó superaba en casi un tercio al que había aprobado el CORE, por lo que IND y el municipio declararon "desierta" la licitación, por lo que nuevamente se abrió el proceso de licitación a un segundo llamado, que hizo retrasar las obras, comenzando en enero de 2013 para finalizar y entregar el estadio en octubre-noviembre de 2013.
En el segundo llamado a licitación, que terminó el 20 de noviembre de 2012, el número de empresas interesadas aumentó de solo una en el primer llamado a cerca de diez en esta segunda licitación, lo que asegura tener una mayor posibilidad de opciones para la adjudicación del proyecto más rápidamente y por lo tanto el inicio de las obras. El 30 de noviembre se dio a conocer el número oficial de empresas interesadas en el proyecto, que finalmente fue de ocho; de estas, la que corre con mayor ventaja de adjudicación es la española Copasa que presentó un presupuesto de $12 941 752 629, es por eso que es la que más se acerca a la cifra de 9600 millones como monto inicial adjudicado para la obra. La siguiente empresa que presentó una oferta más económica fue Ortiz Construcciones y Proyectos S.A., con un monto de $14 079 705 198.

Es positivo, sin duda, porque se presentaron ocho empresas y la última vez sólo fue una, con una cantidad de 5 mil millones sobre lo que nosotros estábamos ofertando. Hoy (ayer), las ocho empresas pasaron la revisión documental y después de ver las ofertas económicas, la comisión evaluadora, que ya empezó a trabajar, va a darnos dentro de los próximos tres días el resultado de la empresa que pudiese adjudicarse esta licitación.
Roberto Jacob, Alcalde de La Serena, acerca de la licitación, Diario El Día

Finalmente el 24 de enero de 2013, el Consejo Regional aprobó de manera unánime los últimos fondos restantes que se necesitaban para concretar la obra, correspondientes a $7000 millones, con esto el Estadio queda listo para la adjudicación, proceso el cual fue realizado el 8 de febrero de 2012. Por otro lado el recinto fue entregado por parte de la Municipalidad el día posterior al 16 de febrero, día en el cual el Club de Deportes La Serena enfrentó a Coquimbo Unido en el clásico regional como parte de la segunda fecha del Torneo Transición. El resultado de este partido fue de 1 a 0 a favor del cuadro pirata con gol anotado por Mario Pierani al minuto 72. La demolición del recinto se había establecido para la primera semana de marzo de 2013. Finalmente los trabajos de demolición concretos se iniciaron el 15 de marzo de 2013, con la presencia del ministro de Hacienda, Felipe Larraín, y el subsecretario del Deporte, Gabriel Ruiz-Tagle.

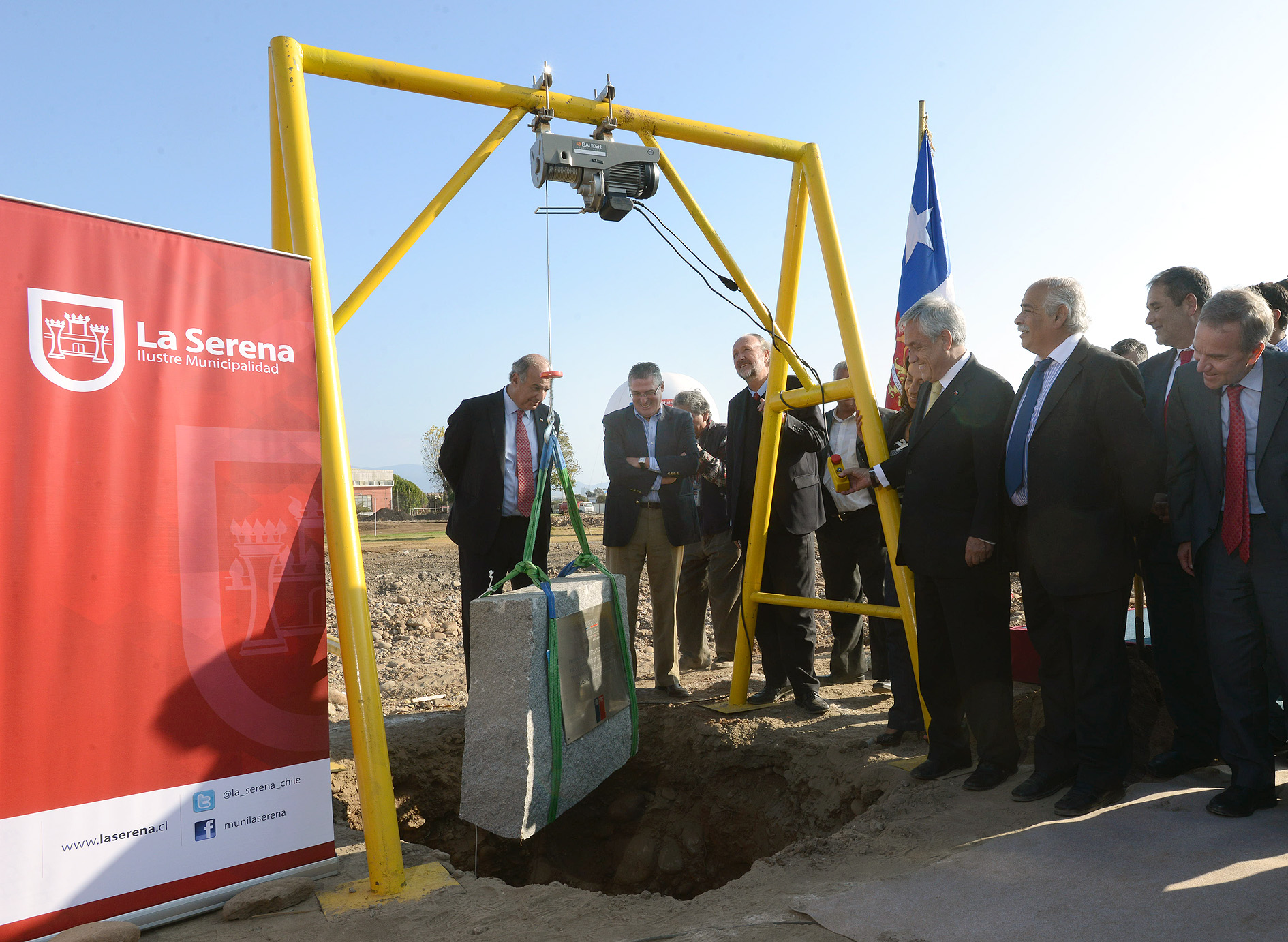
Ceremonia que marca el inicio de la construcción del nuevo Estadio La Portada en presencia del Presidente Sebastián Piñera (cuarto desde la derecha).

El 19 de abril de 2013, se dio inicio a la obra gruesa de construcción del estadio con la colocación simbólica de "la primera piedra", ceremonia en la cual participó el presidente de la República Sebastián Piñera y la secretaria general de Gobierno Cecilia Pérez, además del alcalde de la ciudad Roberto Jacob. En el lugar se conoció que el estadio sería inaugurado en diciembre del mismo año.
El recinto contaría con butacas en todas sus graderías y logrará un aforo de 18 500 personas. Además tendrá 846 m² de baños públicos, 372 m² de casetas de snacks y 87 m² de sala de conferencias. Por otro lado el recinto contaría con un acelerógrafo que permitirá conocer el comportamiento del suelo en el lugar ante movimientos telúricos.
Al 6 de agosto de 2013, el recinto presentaba un avance que va del 10 al 11%, esto fue constatado por una visita realizada por el alcalde Roberto Jacob ese día, se confirmó además que no se encontraron ni osamentas ni vestigios arqueológicos que pudiesen haber atrasado la obra. Por otro lado Jacob aclaró en ese momento, que cuando esté concluida la obra gruesa se comenzaría la licitación de las estructuras aparte, como la cancha y la pista de recortan.
A la primera semana de marzo de 2015, la construcción del estadio presentaba un 98% de avance, faltando detalles y terminaciones, además de la pista de rekortán, la inauguración oficial se realizaría en el mes de abril, además de que se comprometieron nuevos recursos para el estadio destinados al paisajismo y entorno del recinto. El estadio se reinauguró finalmente el 13 de mayo de 2015 en un partido amistoso entre el cuadro local Club de Deportes La Serena y el club argentino San Martín SJ.
En el año 2016, el estadio La Portada fue nominado dentro de los mejores estadios de fútbol inaugurados en 2015 a nivel mundial, por la página de arquitectura y diseño de estadios stadiumdb.com. En el listado se incluyeron estadios con los más altos estándares de construcción, comodidad para sus asistentes y que recibieron importantes eventos futbolísticos.

### Conflicto con trabajadores
Durante la segunda semana de agosto de 2013, los trabajadores de la obra comenzaron una huelga, paralizando las labores, acusando sueldos impagos y discriminación racial de parte de la empresa española Copasa. Al final la semana la empresa aclaró el conflicto, por lo cual los empleados depusieron el paro, sin embargo al volver a sus trabajos el día 19 de agosto la empresa había finiquitado a la mayoría de los obreros, los cuales además acusaron malos tratos por parte de los empleadores. Finalmente la empresa decidió reponer los puestos de trabajo pero bajo nuevas condiciones, a las cuales muchos trabajadores no accedieron y se optó por contratar nueva mano de obra.

## Instalaciones

### Principales
La cancha de fútbol de pasto, más una pista atlética y la zona de espectadores con butacas individuales para 18 243 espectadores, zona para discapacitados y sus acompañantes. La estructura será de hormigón prefabricado de dos niveles, uno en el subsuelo para 5000 personas y otro para 13 000, con un edificio en el sector pacífico con una doble fachada textil, la cual genera un portal que jerarquiza el edificio. Además, tendrá un sistema de riego tecnificado su cancha de césped, pista atlética de ocho carriles, camarines, baños, pantalla gigante de televisión y un circuito cerrado de televisión y audio.

### Complementarias
En cuanto a las áreas deportivas, contará con camarines para deportistas y árbitros, sala para el equipo técnico, una zona de precalentamiento para los deportistas, sector destinado a los primeros auxilios y otra para el control de dopaje. En cuando a las zonas de público general, habrá una caseta control, zona para la circulación de accesos, boleterías, servicios higiénicos, enfermería, área de servicios y las graderías.
Para el área administrativa, se contará con oficinas, una sala multiuso, servicios higiénicos, sala con los tableros de control, bodega para los implementos deportivos y otra bodega destinada a resguardar materiales. Además se destinará una zona vip, en la cual habrá una sala recepción, también sala multiuso, servicios higiénicos y el área de servicios. Para los medios de comunicación habrá una caseta de transmisión de alta comodidad, una sala de prensa y comunicaciones, por otro lado una sala de conferencias y la zona de servicios higiénicos. Para los exteriores, habrá estacionamientos disponibles para un número importante de automóviles, circulaciones y áreas verdes.

## Eventos

### Deportivos
Entre 1998 y 2011, ha albergado en cuatro ocasiones la Copa Ciudad de La Serena. En 2004, fue una de las sedes a nivel nacional del Torneo Preolímpico Sudamericano Sub-23.
El 4 de julio de 2012, se realizó la despedida del fútbol profesional al jugador Francisco Murci Rojas, ex Club de Deportes La Serena y ex Colo-Colo, además de exseleccionado nacional durante la participación en la Copa Mundial de Fútbol de 1998, realizada en Francia. La despedida contó con grandes referentes del fútbol chileno como Iván Zamorano y Marcelo Salas. Entre los días 9 y 14 de octubre de 2012, se organizó en el recinto un cuadrangular sub-20, que contó con la selección nacional de esa categoría más las correspondientes de México, Argentina y Colombia, el evento además fue transmitido por Canal 13.

#### Sede Copa América 2015 y el Mundial Sub-17
El 3 de diciembre de 2012, se presentó oficialmente la candidatura de la ciudad y este estadio para que sea sede de la Copa América 2015 y en conjunto también al Mundial Sub-17 del mismo año, en esta oferta se entregó una propuesta económica de 152 millones de pesos para ambos eventos. El 14 de diciembre de 2012, se informó de siete de las ocho sedes para la Copa América, entre las cuales La Serena y este estadio estaban contemplados. Finalmente el 15 de diciembre de 2012 se confirmó por parte de la Asociación Nacional de Fútbol Profesional las ocho sedes del campeonato en donde el Estadio La Portada forma parte de dicha selección para albergar el torneo.

#### Copa Chile 1960
| Fecha             | Fase  | Equipo                  |  | Resultado |  | Equipo             | Espectadores |
| ----------------- | ----- | ----------------------- |  | --------- |  | ------------------ | ------------ |
| 1 de mayo de 1960 | Final | Club Deportes La Serena |  | 4:1       |  | Santiago Wanderers | 9259         |

#### Copa América 2015
| Fecha               | Fase         | Equipo    |                      | Resultado |                     | Equipo   | Espectadores |
| ------------------- | ------------ | --------- | -------------------- | --------- | ------------------- | -------- | ------------ |
| 13 de junio de 2015 | Primera Fase | Argentina | Bandera de Argentina | 2:2       | Bandera de Paraguay | Paraguay | 16 681       |
| 16 de junio de 2015 | Primera Fase | Argentina | Bandera de Argentina | 1:0       | Bandera de Uruguay  | Uruguay  | 18 243       |
| 20 de junio de 2015 | Primera Fase | Uruguay   | Bandera de Uruguay   | 1:1       | Bandera de Paraguay | Paraguay | 16 021       |

#### Copa Mundial de la FIFA Sub-17 2015
| Fecha                  | Fase             | Equipo        |                          | Resultado |                    | Equipo  | Espectadores |
| ---------------------- | ---------------- | ------------- | ------------------------ | --------- | ------------------ | ------- | ------------ |
| 20 de octubre de 2015  | Grupo B          | Inglaterra    | Bandera de Inglaterra    | 0:1       | Bandera de Brasil  | Brasil  | 8 225        |
| 20 de octubre de 2015  | Grupo B          | Corea del Sur | Bandera de Corea del Sur | 1:0       | Bandera de Guinea  | Guinea  | 8 225        |
| 28 de octubre de 2015  | Cuartos de final | Corea del Sur | Bandera de Corea del Sur | 0:2       | Bandera de Bélgica | Bélgica | 6 388        |
| 5 de noviembre de 2015 | Semifinal        | Malí          | Bandera de Mali          | 3:1       | Bandera de Bélgica | Bélgica | 6 395        |

#### Copa Chile 2015
| Fecha                  | Fase  | Equipo               |  | Resultado      |  | Equipo    | Espectadores |
| ---------------------- | ----- | -------------------- |  | -------------- |  | --------- | ------------ |
| 2 de diciembre de 2015 | Final | Universidad de Chile |  | 1:1 (5:3 pen.) |  | Colo-Colo | 11 122       |

### Musicales

#### Festivales
Entre los años 2004 y 2006 fue escenario del Festival de la Canción de La Serena, el cual fue transmitido por los canales La Red y Chilevisión y en cuya última edición en este recinto contó con la participación de Los Prisioneros que dieron su último concierto antes de su separación definitiva.
También albergó el Festival Crush Power Music en 2007, incluyendo artistas como Calle 13, Babasónicos, Sinergia, Plastilina Mosh, Difuntos Correa y Gonzalo Yáñez.

#### Conciertos
En el estadio se han realizado diferentes conciertos de artistas musicales, entre ellos:
- Soda Stereo el 26 de enero de 1993. [29]
- Juan Gabriel el 25 de febrero de 1997.[30]
- Los Prisioneros el 13 de abril de 2002. [31]
- La Oreja de Van Gogh el 18 de febrero de 2005.[32]
- Américo el 1 de mayo de 2010.[33]
- Inti-Illimani, Illapu y Quilapayún el 8 de octubre de 2011.[34]
- Los Enanitos Verdes el 18 de noviembre de 2011.[35]
- Chayanne el 20 de noviembre de 2018. [36]